# Mamnoon Hussain
Mamnoon Hussain (urdú: ممنون حُسین)  (Agra, 23 de desembre de 1940 - Karachi, 14 de juliol de 2021) (en urdu: ممنون حسین) va ser un empresari i polític pakistanès. Va ser president del seu país entre 2013 i 2018.